# Fundes dentals

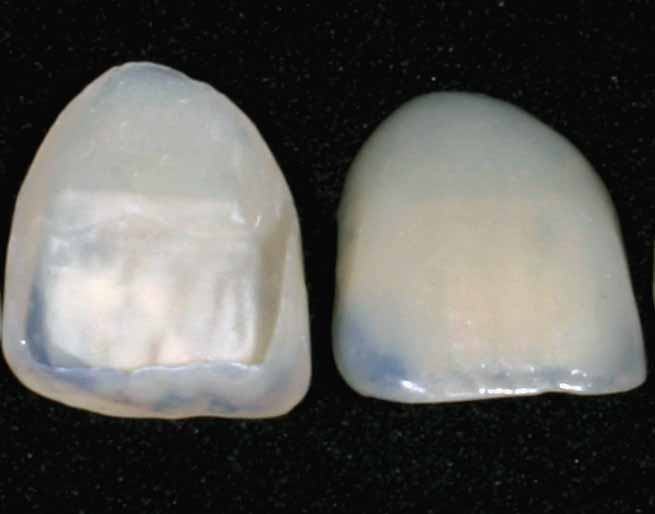

Les fundes dentals són elements odontològics restauratius encaminats a l'emmascarament de la superfície visible (frontal) d'una dent, per tal de corregir problemes estètics o patològics de les dents ocasionats per càries dental, restauracions prèvies, fractures, canvis de color o alteracions de la forma dental. Són fines làmines, generalment de porcellana, que es col·loquen a la part externa de les dents amb una finalitat únicament estètica.

## Antecedents

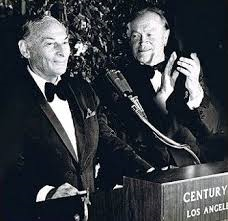
Dr. Charles Pincus

Els antecedents d'aquestes tècniques es remunten a l'any 1938, amb els anomenats "Hollywood veneers" descrits per Charles Pincus . De tota manera, aquests presentaven diferents inconvenients com ara trencaments i problemes amb el procés de fixació.
El 1955 i 1956, Buonocuore i Bowen, respectivament, van introduir les seves pròpies tècniques. Un, amb la tècnica de decapat previ amb àcid ortofosfòric i l'altre amb resines de compòsit. El 1983 diferents especialistes van introduir les variants de porcellana . Calamia i Simonsen van descriure la seva utilització per fer restauracions estètiques, i Horn va descriure la utilització d'aquest material per fer fundes dentals al laboratori, per tal de fixar-les a les peces dentals.

## Fundes dentals de porcellana[3]
Les fundes dentals de porcellana són fines peces de porcellana elaborades en un laboratori dental, que s'utilitzen per recrear l'aspecte natural de les dents. Tenen força i resistència comparable a l'esmalt de la dent natural. Sovint és el material d'elecció per a aquells que busquen fer lleugeres alteracions de posició, o per canviar la forma de la dent, la mida o el color.
Per poder col·locar aquestes fundes dentals cal tallar l'esmalt dental i reduir una mica la mida de la dent per compensar-ne el gruix. Després d'aquest pas, es pot col·locar la funda dental fixant-la fortament amb una resina especial. Hi ha algunes fundes dentals fetes amb una porcellana molt fina però igual de resistent que amb prou feines requereixen tallar la dent.
Aquest tipus de fundes dentals es fabriquen a mida en un laboratori especialitzat i després es col·loquen a la boca del pacient. Solen comportar unes quantes hores de feina per la qual cosa el preu de les fundes dentals de porcellana és una mica elevat. Són de més qualitat i també més duradores. El seu resultat estètic quant a brillantor i color és molt bo, passant desapercebudes a simple vista.

## Fundes dentals de composite
Poden estar confeccionades per tècnica directa, és a dir, a mà alçada per l'odontòleg/a modelant la nova forma de la dent amb una resina de compòsit directament sobre la dent preparada. O per tècnica indirecta, mitjançant un encerat de laboratori que confereix la nova forma de la dent i que serveix per elaborar una fèrula que fa de motlle, dins la qual s'injectarà el composite. Entre els seus avantatges hi ha el menor cost econòmic per al pacient. Com a desavantatges, el resultat és menys estètic que les porcellanes i amb el temps canvien de tonalitat pels pigments de l'alimentació.

## Fundes dentals de disilicat de liti
Dins dels darrers avenços en implantologia l'ús del disilicat de liti. En aquest cas, les fundes dentals amb aquest innovador material no necessiten un rebaix previ de la peça dental. El seu principal avantatge pel que fa a altres tipus és la seva resistència. A més a més, en ser un material translúcid permet aconseguir un resultat molt similar quant a tonalitat.